# Dobromila
Dobromila var en kvinnoorganisation i Tjeckien, grundad 1897.
Den var inriktad på välgörande, välvilliga och pedagogiska aktiviteter, såväl som på utbildning av flickor. 1901 grundade den Industriflickskolan, som han också ledde. Föreningens grundare var Antonie Palkovská och Marie Matulová.